# Tandticka
Tandticka (Sarcodontia pachyodon) är en svampart som först beskrevs av Christiaan Hendrik Persoon, och fick sitt nu gällande namn av Spirin 2001. Sarcodontia pachyodon ingår i släktet Sarcodontia och familjen Meruliaceae.   Inga underarter finns listade i Catalogue of Life.
I den svenska databasen Dyntaxa används istället namnet Spongipellis pachyodon för samma taxon.  Arten är nationellt utdöd i Sverige.

## Utbredning
Tandtickan förekommer sällsynt i Storbritannien och Centraleuropa (rödlistad i bland annat Tyskland) samt i Nordamerika. I Sverige har tandticka endast påträffats vid ett tillfälle. Detta skedde 1913 på en levande ask vid Sturehovs slott i Botkyrka socken. Den har även påträffats en gång vid Möns klint i Danmark 1901.